# Onitis mniszechianus
Onitis mniszechianus är en skalbaggsart som beskrevs av Emile Janssens 1951. Onitis mniszechianus ingår i släktet Onitis och familjen bladhorningar. Inga underarter finns listade i Catalogue of Life.